# Boxset

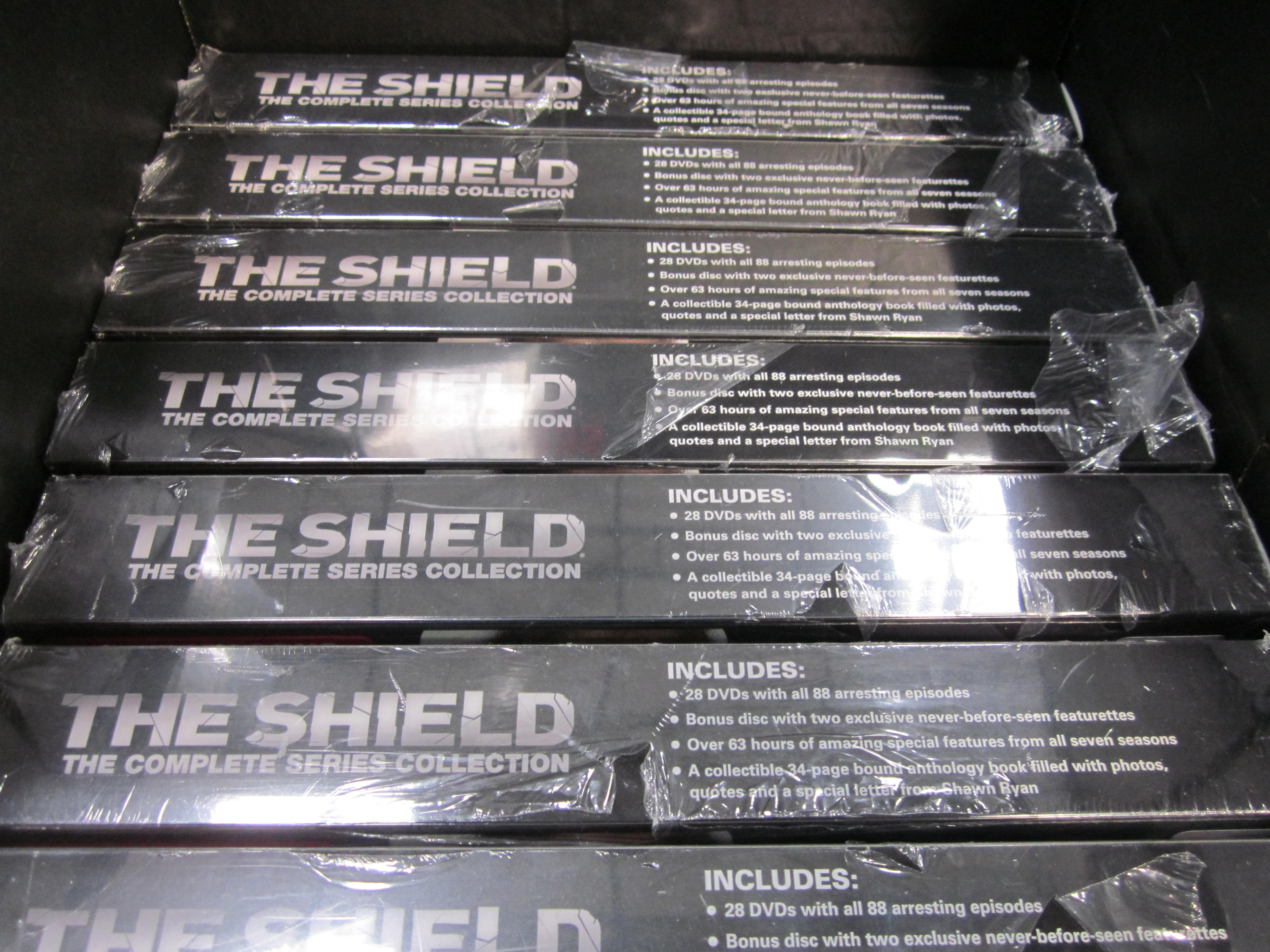
Boxset

Een boxset is een fysieke collectie van aan elkaar gerelateerde muzikale werken, films, televisieseries, boeken of andere zaken die als één product worden uitgebracht. Voorbeelden hiervan zijn filmtrilogieën (The Matrix) of -reeksen (James Bond) maar ook de boekenreeks The Lord of the Rings. Van televisieseries verschijnen boxsets die één of meer seizoenen bevatten.
Een boxset heeft vaak een verhoogde amusementswaarde. Daarbij moet gedacht worden aan bijzondere verpakkingen, speciale edities van afzonderlijke producten, promotiemateriaal ingesloten in de verpakking of niet eerder uitgebracht materiaal.